# 阿尼哥

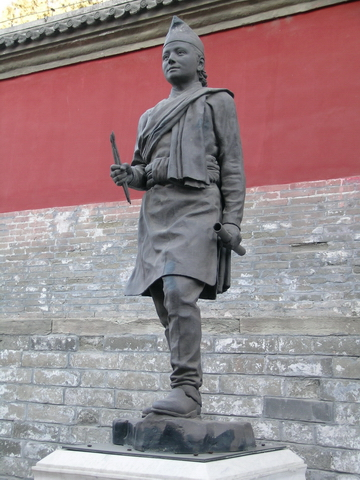
阿尼哥像

阿尼哥（羅馬化：Araniko，1244年—1306年），又作阿尔尼格，号西轩，元朝建筑、雕塑大师，尼婆罗人，幼年时开始学习梵文和工艺制造技术，擅长雕像和建造佛塔，原為僧人。

## 生平
中统元年（1260年）元世祖忽必烈请八思巴在吐蕃造黄金塔，阿尼哥率八十余人入藏造塔，两年后塔建成，由此开始了在内地的工作。后入八思巴门下，东行至北京朝觐，在中国待了45年，设计并主持建造了佛塔三座、大寺九座、一座道观和两座祀祠以及大量的雕像。其中最辉煌的是北京妙应寺的白塔。
他还培养出大量的建筑人才，如刘元等人就从师于他，为国家修建佛教建筑立下汗马功劳。为表彰他的功绩，元至元十年（1273年），忽必烈皇帝命其还俗，授予他匠人总管和银章虎符。阿尼哥去世后被赐封为“凉国公”，諡號「敏惠」，被尼泊尔人民尊称为“民族英雄”。 
2010年上海世博会的尼泊尔馆被命名为阿尼哥中心。

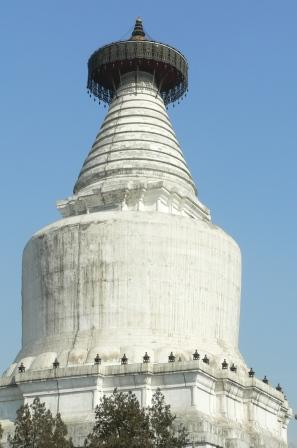
北京妙应寺的白塔

## 延伸阅读
[在维基数据编辑]
 《元史/卷203》，出自宋濂《元史》
 在维基共享资源阅览影像